# 2020년 일본 시리즈
2020년 일본 시리즈(일본어: 2020年の日本シリーズ, 영어: 2020 Japan Series) 또는 SMBC 일본 시리즈 2020(SMBC日本シリーズ2020)은 2020년 11월 21일부터 11월 25일까지 열린 제71회 일본 프로 야구 일본 시리즈 경기이다. 퍼시픽 리그 클라이맥스 시리즈 우승팀 후쿠오카 소프트뱅크 호크스가 총 4차례의 접전을 펼친 끝에 센트럴 리그 우승팀 요미우리 자이언츠를 누르고 4전 전승의 성적을 기록, 4년 연속 11번째 우승을 차지했다.

## 개요
NPB 파트너인 미쓰이스미토모 은행(SMBC)이 2014년부터 7년 연속으로 일본 시리즈의 타이틀 스폰서로서 ‘SMBC 일본 시리즈 2020’(SMBC日本シリーズ2020)이라는 이름으로 개최됐다.
일본 시리즈를 주최하는 일본 야구 기구(NPB)는 당초 11월 7일부터 11월 15일까지 일본 시리즈를 개최할 예정이었다. 그러나 2020년 초부터 코로나19의 감염이 확산되는 영향으로 정규 시즌 개막이 당초 예정됐던 3월 20일에서 6월 19일로 대폭 연기됐고 같은 해 도쿄 올림픽이 1년 연기됨에 따라 정규 시즌 일정을 재조정해야 했다. 이에 따라 정규 시즌을 6월 19일부터 11월 14일까지의 기간으로 재조정하고, 일본 시리즈 개최 기간도 1950년에 이어 두 번째로 늦은 기간(11월 21일부터 최장 11월 29일까지)으로 변경됐다. 일본 시리즈 개막을 당초 예정으로부터 늦춘 사례는 시범 경기 기간 중에 동일본 대지진이 발생한 2011년 이후 9년 만이자 두 번째다.
일본 시리즈 진출권을 내걸고 2007년부터 센트럴 리그와 퍼시픽 리그에서 정규 시즌 종료 후에 짜여져 온 클라이맥스 시리즈(CS)에 대해서도 위에서 언급한 일정의 재조정 등을 배경으로 센트럴 리그가 클라이맥스 시리즈 개최를 전면 취소하기로 결정됐다. 퍼시픽 리그에서는 리그 3위 이상의 팀이 진출할 수 있는 기존의 2스테이지제(퍼스트·파이널 스테이지)가 아닌 리그 우승 팀(후쿠오카 소프트뱅크 호크스)과 2위 팀(지바 롯데 마린스)의 맞대결에 의한 파이널 스테이지(4전 3선승제)만으로 클라이맥스 시리즈를 개최했다. 결국 센트럴 리그에서는 리그 우승팀 요미우리 자이언츠가 자동으로 출전하게 됐다. 퍼시픽 리그에서는 소프트뱅크가 파이널 스테이지만으로 치른 같은 해 클라이맥스 시리즈에서 승리한 끝에 일본 시리즈 진출을 결정지었기 때문에 전년도(2019년)에 이어 요미우리와 소프트뱅크의 맞대결이 성사됐다.
리그 우승 팀간에 의한 일본 시리즈는 2016년의 히로시마 도요 카프 - 홋카이도 닛폰햄 파이터스와의 대전 이래 4년 만이며 레이와 시대에 들어와서는 처음이다. 일본 시리즈가 2년 연속 같은 팀이 대결하는 사례는 2006년과 2007년 주니치 드래건스 - 홋카이도 닛폰햄 파이터스와의 대전 이후 13년 만이다. 소프트뱅크는 2017년 이후 4년 연속 일본 시리즈에 진출했지만 4년 이상 연속 일본 시리즈 진출은 요미우리(1955~1959, 1965~1973), 한큐 브레이브스(1975~1978), 세이부 라이온스(1985~1988, 1990~1994)에 이어 네 번째 구단이 됐다. 요미우리와 소프트뱅크는 소프트뱅크의 전신인 난카이·다이에 시대를 포함한 12번째의 맞대결이 성사되면서 일본 시리즈 역대 최다 횟수를 기록한 맞대결이다. 더욱이 소프트뱅크는 전신인 다이에 시절을 포함해 후쿠오카 이전 후 일본 시리즈 출장 횟수가 통산 10번째가 되면서 난카이 호크스 시절의 출장 횟수와 어깨를 나란히 했다.
금년도 일본 시리즈에서는 소프트뱅크가 지난해에 이어 요미우리를 누르고 4년 연속 11번째의 우승을 장식하며 동일 팀에 의한 2년 연속 4전 전승 우승, 동일 팀에 의한 3번째의 4전 전승 우승과 월드 시리즈에도 존재하지 않는 역사상 최초의 기록을 달성했다. 소프트뱅크의 4승은 모두 득점차가 3점 이상이었다. 또한 2018년에 히로시마전 3차전부터 이어진 연속 출장 12연승도 일본 시리즈 최장 기록이 됐다. 통산 12연승도 과거 3차례(롯데 오리온스→지바 롯데 마린스=1974년 4차전~2010년 1차전, 세이부 라이온스=1988년 3차전~1991년 1차전, 요미우리=2000년 3차전~2002년 4차전)였던 8연승을 웃도는 일본 시리즈 신기록이며 퍼시픽 리그 동일 구단에 의한 4년 연속 우승은 역대 최초이자, 센트럴 리그를 포함하면 요미우리의 9연패(1965~73년) 달성에 이은 단독 2위의 연패 기록이 됐다. 참고로 소프트뱅크가 리그 우승과 일본 시리즈 완전 제패를 달성한 것은 2017년 이후 3년 만이다.
퍼시픽 리그는 2013년부터 이어진 일본 시리즈 연패 횟수가 8이 되면서 리그 기록을 경신하고 센트럴 리그가 1965년부터 1973년까지 기록한 9년 연속 우승(우승은 모두 요미우리)에 앞으로 한 개 만을 남겨놓았다. 그리고 일본 시리즈 상대 전적에서 센트럴 리그는 35승, 퍼시픽 리그는 36승으로 퍼시픽 리그가 통산 전적에서 앞서가기 시작했다. 요미우리는 2012년을 마지막으로 일본 시리즈 정상의 자리에서 멀어져 가고 있어서 과거의 7년(1974~1980년, 1982~1988년의 2회) 기록을 경신하여 최악의 기록에 해당되는 8년이 됐다. 그 기록은 이후에도 멈추지 않고 현재에 이르고 있다. 소프트뱅크는 2011년 7차전부터 이어지던 홈구장(후쿠오카 PayPay 돔) 연승 기록을 16으로 늘렸다. 퍼시픽 리그 출전 팀으로서도 2013년 7차전에서 도호쿠 라쿠텐 골든이글스의 승리로 이어진 홈구장 연승 기록을 19로 늘렸다(요미우리의 홈경기인 금년도 1, 2차전은 오릭스 버펄로스의 홈구장이던 교세라 돔 오사카에서 열렸기 때문에 퍼시픽 리그 구단의 홈구장 연승 기록으로는 21로 늘린 셈이다). 그리고 퍼시픽 리그 구단의 돔구장 연승 기록도 2013년 5차전부터 시작되면서 23으로 늘렸다.
소프트뱅크는 2019년 퍼시픽 리그 클라이맥스 시리즈에서의 퍼스트 스테이지(대 라쿠텐) 2차전부터 이어진 포스트 시즌 연승 기록을 16으로 늘렸다.
4승 무패에서의 일본 시리즈 우승은 소프트뱅크가 역대 9번째 팀(무승부가 중간에 끼어있는 것도 포함)이 되면서 적지에서 개막된 일본 시리즈에서의 달성은 1990년에 세이부 이후 30년 만에 두 번째다. 2년 연속 4경기에서의 일본 시리즈 우승 결정은 1959~1960년 이후 약 60년 만이다. 전년도와 같은 상대팀을 누른 연속 우승은 1979~1980년의 히로시마 도요 카프(상대는 긴테쓰 버펄로스) 이래였고, 퍼시픽 리그에서는 1976~1977년의 한큐 브레이브스(상대는 요미우리) 다음으로 우승을 차지했다.
반면 요미우리는 금년도 일본 시리즈에서 팀 타율 0.132, 16안타, 4경기에서 삼진 41개를 기록하는 등 일본 시리즈에서의 가장 나쁜 신기록을 남겼는데 총 득점에서는 4점에 불과했다. 4경기에서 결판이 난 일본 시리즈에서는 2005년에 한신과 나란히 최악의 기록을 남기는 불명예를 안았다. 팀 전체적으로는 동일 팀에 의한 2년 연속 4전 전패와 동일 팀에 의한 4번째의 4연패(4전 전패)라는 최악의 신기록을 비롯하여 라쿠텐과 맞붙은 2013년 7차전부터 이어진 통산 9연패도 1958년 니시테쓰전 4차전부터 1961년 난카이전 1차전까지 요미우리가 기록한 최악의 타이 기록과 어깨를 나란히 하는 등 불명예스러운 신기록들을 쏟아냈다.
소프트뱅크의 일본 시리즈 우승 결정 당일에 축구 J1리그에서도 가와사키 프론탈레가 연간 우승을 달성하면서 프로 야구와 J리그의 같은 날에 연간 우승이 겹치는 진풍경이 벌어졌다. J리그가 발족한 1993년 이후 프로 야구의 일본 시리즈 우승과 J1의 연간 우승이 같은 날에 확정지은 것은 사상 최초이다.

### 경기 일정
- 1차전 : 11월 21일(교세라 돔 오사카)
- 2차전 : 11월 22일(교세라 돔 오사카)
- 3차전 : 11월 24일(후쿠오카 PayPay 돔)
- 4차전 : 11월 25일(후쿠오카 PayPay 돔)

※모든 경기를 야간 경기로 개최되며 어느 팀이 4승을 올린 시점에서 일본 시리즈는 종료한다.
※5차전 이전에 취소됐을 경우에는 5차전과 6차전 사이의 이동일은 마련하지 않는다.
※7차전까지의 경기에서 9회말까지 승부가 나지 않는 경우에는 최장 12회까지 연장전을 실시한다. 12회말이라도 승부가 나지 않는 경우에는 무승부로 간주한다. 8차전이 발생하여 위의 상황에 이르렀을 경우엔 승부가 날 때까지 연장전을 이닝 무제한으로 실시한다.
※코로나19 감염 확산을 방지하기 위해 경기 개최나 우승 팀 결정에 아래의 조건을 마련한다.
1. 센트럴 리그측의 홈 경기를 포함한 전 경기에 지명 타자 제도를 채택한다(상세한 내용은 후술).[8]
2. 유관중 이벤트 개최에 관한 일본 정부의 방침에 따라 모든 경기도 개최 구장의 관중 수용률 상한선을 정원 50% 이하로 설정한다.
3. 경기를 속행할 수 없는 경우에는 그 시점에서 종료한다. 종료 시점에서 승수가 많은 팀을 우승으로 간주한다. 진출팀의 승수가 똑같은 상황에서 종료된 경우에는 종료 시점까지의 경기를 대상으로 세계 야구 소프트볼 연맹이 규정하는 TQB(한 이닝 평균 득실차)가 높은 팀을 우승팀으로 인정한다.

#### 개최 구장에 대해
센트럴 리그측 홈 경기는 센트럴 리그 우승팀(요미우리)의 홈구장(도쿄 돔)이 아닌 교세라 돔 오사카(퍼시픽 리그에 소속된 오릭스 버펄로스의 홈구장)를 사용하게 됐다. 도쿄 돔에서 예년 7월에 본 대회를 개최하는 도시 대항 야구 대회(제91회)가 당시 예정돼 있던 2020년 도쿄 올림픽 개최를 전제로 2019년 말 시점에서 11월 22일부터 12월 3일까지 개최하는 것으로 변경했기 때문이다. 일본 야구 기구가 2020년에 들어서자 위에서 언급한 것의 영향으로 정규 시즌 일정을 다시 조정한 결과, 일본 시리즈의 1차전을 11월 21일에 넣지 않을 수 없었기 때문에 요미우리가 일본 시리즈에 진출했을 경우 도쿄 돔에서 개최하는 것 자체가 불가능하다는 결론을 내렸다. 센트럴 리그가 대체 구장에 관한 조정을 진행한 끝에 교세라 돔 오사카를 사용키로 하는 것이 10월 5일에 소집된 12개 구단 대표자 회의와 NPB 임시 이사회에서 잇달아 승인됐다.
교세라 돔 오사카에서는 당초 AAA의 데뷔 15주년 기념을 맞이해서 5대 돔 투어 중의 하나인 오사카 공연을 11월 20일부터 이틀 연속으로 예정돼 있었다. 하지만 코로나19 감염 확산의 영향으로 공연 개최를 이듬해인 2021년에 연기하는 것으로 9월 24일에 공식 발표했기 때문에 이틀 간의 사용 스케줄은 무산됐다. 요미우리가 예년 주최 경기 중 한 차례의 3연전은 교세라 돔을 사용하고 있다는 점과 날씨의 영향을 거의 받지 않는 실내형의 돔 구장이라면 일정대로 개최하기 쉬운 점도 이를 고려했다고 밝혔다.
결국 10월 30일에 요미우리의 센트럴 리그 우승과 동시에 일본 시리즈 진출이 확정됐기 때문에 센트럴 리그측 홈 경기에 교세라 돔 오사카를 사용하는 것으로 결정했다. 일본 시리즈에 있어서의 교세라 돔 오사카를 사용하는 것은 오사카 긴테쓰 버펄로스의 홈구장이었던 2001년의 1·2차전(야쿠르트 스왈로스 - 오사카 긴테쓰 버펄로스전) 이래 19년 만이다.
일본 시리즈에 진출한 구단이 연고지 이외의 구장에서 홈 경기를 개최한 사례는 히로시마 도요 카프와 긴테쓰 버펄로스가 맞불은 1980년 당시 퍼시픽 리그(긴테쓰)측의 홈 경기를 오사카 구장(당시에는 난카이의 홈구장)에서 개최한 이래 40년 만의 7번째다. 센트럴 리그측 홈 경기에서는 야쿠르트와 한큐 브레이브스가 맞붙은 1978년 일본 시리즈에서 고라쿠엔 구장(당시에는 요미우리와 닛폰햄 파이터스의 홈구장)을 사용하고 있었지만 퍼시픽 리그 구단의 전용 구장에서 개최되는 사례는 처음이다.
또한 오사카부와 후쿠오카현에 연고지를 두는 구단(각각 오릭스와 소프트뱅크)은 모두 퍼시픽 리그에 소속돼 있기 때문에 일본 시리즈 역사상 처음으로 오사카부와 후쿠오카현의 구장을 사용하게 됐다. 소프트뱅크 자체도 난카이 시절에 오사카 구장에서 일본 시리즈를 13차례나 개최했기 때문에 그 때문인지 요미우리와 소프트뱅크는 쇼와·헤이세이·레이와 시대 하에서 각각 한 차례씩 간사이 지방의 구장에서 일본 시리즈를 치르게 됐고 오사카에서의 일본 시리즈 개최도 마찬가지다. 더 나아가 NPB가 프랜차이즈(가맹 구단의 프로 야구 지역 보호권) 제도를 도입한 1952년 이후 일본 시리즈가 진출 구단의 프랜차이즈 도도부현 외의 구장에서 개최된 사례는 NPB가 프랜차이즈 제도를 도입한 1952년 이후 세 번째다(요미우리의 프랜차이즈는 도쿄도).

#### 지명 타자 제도 채택에 대해
금년도 일본 시리즈에서는 코로나19 확산에 따른 특례 조치로 지명 타자 제도를 전 경기에 도입했다. 일본 시리즈에서의 전 경기 지명 타자제 도입은 한신 타이거스와 세이부 라이온스가 맞붙은 1985년 이후 35년 만이자 두 번째다.
일본 야구 기구가 11월 4일에 발표한 금년도 일본 시리즈 개최 요항에는 1987년 이후의 일본 시리즈에 이어 1975년부터 리그전에서 지명 타자 제도를 도입하고 있는 퍼시픽 리그측 홈 경기에서만 채택하는 것으로 명기돼 있었다. 하지만 일본 시리즈 개막 사흘 전인 11월 18일 저녁에 퍼시픽 리그에서 금년도 일본 시리즈에 진출한 소프트뱅크 구단 대표자가 센트럴 리그측의 홈 경기에서도 채택할 것을 상대팀인 요미우리에게 제안했다. (퍼시픽 리그 구단의 투수도 절반의 경기에서 타석에 들어설 기회가 있는) 센트럴·퍼시픽 교류전 개최가 코로나19 확산의 영향으로 2005년 도입 이후 처음으로 취소된 것을 배경으로 “정규 시즌에 있어서 선수의 피로도가 (위에서 말한 변칙 일정의 영향으로) 예년과는 다르다”며 타석에 들어선 투수가 타격이나 주루에 의해 부상 당할 위험을 줄이는 것 등을 제안 사유로 들었다.
이에 대해 일본 야구 기구는 관련 제안이 있은 다음날(11월 19일)에 임시 실행 위원회를 소집하여 (요미우리·소프트뱅크를 포함한) 전체 12개 구단 대표자들(실행 위원)이 참석했다. 요미우리측 위원이 “구단으로서의 유불리함이 아닌 코로나 사태와 같은 중대한 상황에서의 제안을 한 것이므로 이해할 수 있다”라며 찬성 입장을 표시한 것 외에도 소프트뱅크와 요미우리를 제외한 10개 구단의 위원으로부터도 동의를 받았기 때문에 일본 야구 기구로부터의 공보에 따라 위에서 말한 제안을 반영시키는 것(공표 변경)이 만장일치로 결정됐다.
일본 야구 기구 커미셔너 사이토 아쓰시는 이상과 같은 변경에 대해 다음과 같은 입장을 밝혔다.

‘코로나 사태라는 특수한 상황 하에서 (출전)선수의 피로, 육체적인 부담, 고질적인 부상을 조금이라도 경감하기 위해서는 예외적인 처리도 필요하다’고 판단했습니다. (리그전에서 지명 타자 제도를 도입하지 않은)센트럴 리그에서 도입을 위한 논의가 계속되고 있다는 것을 알고는 있습니다만 이 논의와 이번 결정은 일절 관계가 없습니다.
 — 사이토 아쓰시
2021년 이후에는 평소와 같이 센트럴 리그 주최 경기에 대해서는 지명 타자제를 채택하지 않는 조치가 이뤄졌다.

### 개최 구장
| 요미우리 자이언츠                  | 후쿠오카 소프트뱅크 호크스 |
| ---------------------------------- | -------------------------- |
| 교세라 돔 오사카                   | 후쿠오카 PayPay 돔         |
| 수용 인원: 36,146명                | 수용 인원: 40,122명        |
|                                    |                            |
| 교세라 돔 오사카후쿠오카 PayPay 돔 |                            |

### 개시 시간
- 교세라 돔 오사카(요미우리 자이언츠)

6차전만 18시 30분, 그 외에는 18시 10분에 시작.
- 후쿠오카 PayPay 돔(후쿠오카 소프트뱅크 호크스)

18시 30분에 시작.

### 클라이맥스 시리즈경기 결과
|  | 클라이맥스 시리즈   | 클라이맥스 시리즈 |                                                   |      | 일본 시리즈 | 일본 시리즈 |
|  |                     |                   |                                                   |      |             |             |
|  |                     |                   |                                                   |      |             |             |
|  |                     |                   |                                                   |      |             |             |
|  |                     |                   |                                                   |      |             |             |
|  |                     |                   | (7전 4선승제) 교세라 돔 오사카 후쿠오카 PayPay 돔 |      |             |             |
|  |                     |                   |                                                   |      |             |             |
|  | 요미우리(CL 우승)   | ●●●●              |                                                   |      |             |             |
|  | 요미우리(CL 우승)   | ●●●●              | (4전 3선승제) 후쿠오카 PayPay 돔                  |      |             |             |
|  |                     |                   | 소프트뱅크(PL CS 우승)                            | ○○○○ |             |             |
|  | 소프트뱅크(PL 우승) | ☆○○               | 소프트뱅크(PL CS 우승)                            | ○○○○ |             |             |
|  | 소프트뱅크(PL 우승) | ☆○○               |                                                   |      |             |             |
|  | 지바 롯데(PL 2위)   | ★●●               |                                                   |      |             |             |
|  | 지바 롯데(PL 2위)   | ★●●               |                                                   |      |             |             |
|  |                     |                   |                                                   |      |             |             |
|  |                     |                   |                                                   |      |             |             |
|  |                     |                   |                                                   |      |             |             |
|  |                     |                   |                                                   |      |             |             |

☆·★=클라이맥스 시리즈·파이널의 어드밴티지 1승 1패분

## 출장자 명단
- 센트럴 리그, 퍼시픽 리그의 대표로서 선택된 팀이 일본 시리즈 진출권을 얻는다. 2020년에는 예년과는 달리 불규칙한 형태였지만 상기 방법으로 퍼시픽 리그만 클라이맥스 시리즈를 개최하여 일본 시리즈 진출팀을 결정지었다. 2020년도 출전 자격자는 퍼시픽 리그엔 후쿠오카 소프트뱅크 호크스, 센트럴 리그엔 요미우리 자이언츠로 결정됐다.
- 소프트뱅크에서는 이마미야 겐타가 부상을 이유로 출전 명단에서 제외됐다.

| 후쿠오카 소프트뱅크 호크스 | 후쿠오카 소프트뱅크 호크스 | 후쿠오카 소프트뱅크 호크스         | 후쿠오카 소프트뱅크 호크스 | 후쿠오카 소프트뱅크 호크스 |
| 직책                       | 등번호                     | 성명                               | 투                         | 타                         |
| -------------------------- | -------------------------- | ---------------------------------- | -------------------------- | -------------------------- |
| 감독                       | 81                         | 구도 기미야스                      | -                          | -                          |
| 코치                       | 86                         | 모리 히로유키(수석 코치)           | -                          | -                          |
| 코치                       | 92                         | 모리야마 료지(투수)                | -                          | -                          |
| 코치                       | 98                         | 다카무라 히로시(투수)              | -                          | -                          |
| 코치                       | 91                         | 사쿠모토 마사히로(투수)            | -                          | -                          |
| 코치                       | 83                         | 다치바나 요시이에(타격)            | -                          | -                          |
| 코치                       | 78                         | 히라이시 요스케(타격 겸 야수 종합) | -                          | -                          |
| 코치                       | 80                         | 혼다 유이치(내야 수비 주루)        | -                          | -                          |
| 코치                       | 93                         | 무라마쓰 아리히토(외야 수비 주루)  | -                          | -                          |
| 코치                       | 95                         | 요시쓰루 겐지(배터리)              | -                          | -                          |
| 투수                       | 10                         | 오타케 고타로                      | 좌                         | 좌                         |
| 투수                       | 11                         | 쓰모리 유키                        | 우                         | 우                         |
| 투수                       | 13                         | 니호 아키라                        | 우                         | 우                         |
| 투수                       | 17                         | 이와사키 쇼                        | 우                         | 우                         |
| 투수                       | 18                         | 다케다 쇼타                        | 우                         | 우                         |
| 투수                       | 21                         | 와다 쓰요시                        | 좌                         | 좌                         |
| 투수                       | 28                         | 다카하시 레이                      | 우                         | 우                         |
| 투수                       | 29                         | 이시카와 슈타                      | 우                         | 우                         |
| 투수                       | 34                         | 시이노 아라타                      | 우                         | 우                         |
| 투수                       | 35                         | L. 모이넬로                        | 좌                         | 좌                         |
| 투수                       | 37                         | M. 무어                            | 좌                         | 좌                         |
| 투수                       | 38                         | 모리 유이토                        | 우                         | 우                         |
| 투수                       | 40                         | 스기야마 가즈키                    | 우                         | 우                         |
| 투수                       | 41                         | 센가 고다이                        | 우                         | 좌                         |
| 투수                       | 44                         | R. 판 덴 휘르크                    | 우                         | 우                         |
| 투수                       | 53                         | 이즈미 게이스케                    | 우                         | 우                         |
| 투수                       | 57                         | 가야마 신야                        | 좌                         | 좌                         |
| 투수                       | 66                         | 마쓰모토 유키                      | 우                         | 좌                         |
| 투수                       | 67                         | 가사야 슌스케                      | 좌                         | 좌                         |
| 포수                       | 19                         | 가이 다쿠야                        | 우                         | 우                         |
| 포수                       | 31                         | 구리하라 료야                      | 우                         | 좌                         |
| 포수                       | 45                         | 다니가와라 겐타                    | 우                         | 좌                         |
| 포수                       | 62                         | 우미노 다카시                      | 우                         | 우                         |
| 내야수                     | 00                         | 가와세 히카루                      | 우                         | 좌                         |
| 내야수                     | 0                          | 다카타 도모키                      | 우                         | 좌                         |
| 내야수                     | 5                          | 마쓰다 노부히로                    | 우                         | 우                         |
| 내야수                     | 8                          | 아카시 겐지                        | 우                         | 좌                         |
| 내야수                     | 23                         | 슈토 우쿄                          | 우                         | 좌                         |
| 내야수                     | 27                         | Y. 그라시알                        | 우                         | 우                         |
| 내야수                     | 36                         | 마키하라 다이세이                  | 우                         | 좌                         |
| 내야수                     | 99                         | 가와시마 게이조                    | 우                         | 우                         |
| 외야수                     | 4                          | W. 발렌틴                          | 우                         | 우                         |
| 외야수                     | 7                          | 나카무라 아키라                    | 좌                         | 좌                         |
| 외야수                     | 9                          | 야나기타 유키                      | 우                         | 좌                         |
| 외야수                     | 24                         | 하세가와 유야                      | 우                         | 좌                         |
| 외야수                     | 32                         | 야나기마치 다쓰루                  | 우                         | 좌                         |
| 외야수                     | 51                         | 우에바야시 세이지                  | 우                         | 좌                         |
| 외야수                     | 54                         | A. 데스파이네                      | 우                         | 우                         |
| 외야수                     | 60                         | 가마모토 고                        | 우                         | 좌                         |
| 외야수                     | 64                         | 마사고 유스케                      | 우                         | 우                         |

| 요미우리 자이언츠 | 요미우리 자이언츠 | 요미우리 자이언츠               | 요미우리 자이언츠 | 요미우리 자이언츠 |
| 직책              | 등번호            | 성명                            | 투                | 타                |
| ----------------- | ----------------- | ------------------------------- | ----------------- | ----------------- |
| 감독              | 83                | 하라 다쓰노리                   | -                 | -                 |
| 코치              | 77                | 모토키 다이스케(수석 코치)      | -                 | -                 |
| 코치              | 87                | 요시무라 사다아키(작전)         | -                 | -                 |
| 코치              | 90                | 고토 고지(야수 종합)            | -                 | -                 |
| 코치              | 89                | 이시이 다쿠로(야수 종합)        | -                 | -                 |
| 코치              | 81                | 미야모토 가즈토모(투수 수석)    | -                 | -                 |
| 코치              | 73                | 미사와 고이치(투수)             | -                 | -                 |
| 코치              | 86                | 후루키 시게유키(내야 수비 주루) | -                 | -                 |
| 코치              | 79                | 아이카와 료지(배터리)           | -                 | -                 |
| 코치              | 74                | 무라타 요시노리(배터리)         | -                 | -                 |
| 투수              | 12                | R. 데 라 로사                   | 우                | 우                |
| 투수              | 13                | 도고 쇼세이                     | 우                | 우                |
| 투수              | 17                | 오타케 간                       | 우                | 우                |
| 투수              | 18                | 스가노 도모유키                 | 우                | 우                |
| 투수              | 19                | 다나카 도요키                   | 우                | 우                |
| 투수              | 20                | A. 산체스                       | 우                | 양                |
| 투수              | 26                | 다카하시 유키                   | 좌                | 좌                |
| 투수              | 28                | 다구치 가즈토                   | 좌                | 좌                |
| 투수              | 30                | 가기야 요헤이                   | 우                | 우                |
| 투수              | 31                | 하타케 세이슈                   | 우                | 좌                |
| 투수              | 35                | 사쿠라이 도시키                 | 우                | 우                |
| 투수              | 41                | 나카가와 고타                   | 좌                | 좌                |
| 투수              | 45                | 이마무라 노부타카               | 좌                | 좌                |
| 투수              | 49                | T. 비에이라                     | 우                | 우                |
| 투수              | 53                | 다카나시 유헤이                 | 좌                | 좌                |
| 투수              | 62                | 요코가와 가이                   | 좌                | 좌                |
| 투수              | 64                | 오에 류세이                     | 좌                | 좌                |
| 포수              | 24                | 오시로 다쿠미                   | 우                | 좌                |
| 포수              | 27                | 스미타니 긴지로                 | 우                | 우                |
| 포수              | 38                | 기시다 유키노리                 | 우                | 우                |
| 포수              | 67                | 야마세 신노스케                 | 우                | 우                |
| 내야수            | 00                | 요시카와 다이키                 | 우                | 우                |
| 내야수            | 0                 | 마스다 다이키                   | 우                | 우                |
| 내야수            | 5                 | 나카지마 히로유키               | 우                | 우                |
| 내야수            | 6                 | 사카모토 하야토                 | 우                | 우                |
| 내야수            | 25                | 오카모토 가즈마                 | 우                | 우                |
| 내야수            | 29                | 요시카와 나오키                 | 우                | 좌                |
| 내야수            | 37                | 와카바야시 아키히로             | 우                | 양                |
| 내야수            | 48                | Z. 휠러                         | 우                | 우                |
| 내야수            | 51                | 다나카 슌타                     | 우                | 좌                |
| 내야수            | 68                | 가쓰키 가즈야                   | 우                | 좌                |
| 내야수            | 93                | 유아사 다이                     | 우                | 우                |
| 내야수            | 98                | E. 우레나                       | 우                | 우                |
| 외야수            | 2                 | 요 다이칸                       | 우                | 우                |
| 외야수            | 8                 | 마루 요시히로                   | 우                | 좌                |
| 외야수            | 9                 | 가메이 요시유키                 | 우                | 좌                |
| 외야수            | 36                | 이시카와 신고                   | 우                | 우                |
| 외야수            | 39                | 다테오카 소이치로               | 우                | 좌                |
| 외야수            | 43                | 시게노부 신노스케               | 우                | 좌                |
| 외야수            | 59                | 마쓰바라 세이야                 | 우                | 좌                |

## 경기 기록
| 일시                                              | 경기   | 원정팀(선공)               | 스코어 | 홈팀(후공)                 | 개최 구장          | 개시 시각 | 경기 시간  | 관중수   |
| ------------------------------------------------- | ------ | -------------------------- | ------ | -------------------------- | ------------------ | --------- | ---------- | -------- |
| 11월 21일(토)                                     | 1차전  | 후쿠오카 소프트뱅크 호크스 | 5 - 1  | 요미우리 자이언츠          | 교세라 돔 오사카   | 18시 13분 | 3시간 34분 | 16,489명 |
| 11월 22일(일)                                     | 2차전  | 후쿠오카 소프트뱅크 호크스 | 13 - 2 | 요미우리 자이언츠          | 교세라 돔 오사카   | 18시 11분 | 3시간 40분 | 16,333명 |
| 11월 23일(월)                                     | 이동일 | 이동일                     | 이동일 | 이동일                     | 이동일             | 이동일    | 이동일     | 이동일   |
| 11월 24일(화)                                     | 3차전  | 요미우리 자이언츠          | 0 - 4  | 후쿠오카 소프트뱅크 호크스 | 후쿠오카 PayPay 돔 | 18시 33분 | 2시간 58분 | 17,297명 |
| 11월 25일(수)                                     | 4차전  | 요미우리 자이언츠          | 1 - 4  | 후쿠오카 소프트뱅크 호크스 | 후쿠오카 PayPay 돔 | 18시 34분 | 3시간 22분 | 19,679명 |
| 우승: 후쿠오카 소프트뱅크 호크스(4년 연속 11번째) |        |                            |        |                            |                    |           |            |          |

## 일본 시리즈 경기 결과

### 1차전
- 11월 21일 - 교세라 돔 오사카

| 팀 | 1 | 2 | 3 | 4 | 5 | 6 | 7 | 8 | 9 | R | H | E |
| 소프트뱅크                                                                                            | 0 | 2 | 0 | 0 | 0 | 2 | 0 | 1 | 0 | 5 | 8 | 0 |
| 요미우리                                                                                              | 0 | 0 | 0 | 0 | 0 | 0 | 0 | 0 | 1 | 1 | 4 | 0 |
| 승리 투수: 센가 고다이(1-0) 패전 투수: 스가노 도모유키(0-1) 홈런: 소프트뱅크 – 구리하라 료야(2회 2점) |   |   |   |   |   |   |   |   |   |   |   |   |

#### 타순
| 소프트뱅크 | 소프트뱅크 | 소프트뱅크        | 소프트뱅크 | 소프트뱅크 | 소프트뱅크 | 소프트뱅크 | 소프트뱅크 | 소프트뱅크 | 소프트뱅크 | 소프트뱅크 |
| 타 순      | 수 비      | 선 수             | 타 석      | 득 점      | 안 타      | 타 점      | 도 루      | 희 생 타   | 4 사 구    | 삼 진      |
| ---------- | ---------- | ----------------- | ---------- | ---------- | ---------- | ---------- | ---------- | ---------- | ---------- | ---------- |
| 1          | (二)       | 슈토 우쿄         | 5          | 1          | 0          | 0          | 1          | 0          | 1          | 2          |
| 2          | (一)       | 나카무라 아키라   | 4          | 0          | 1          | 1          | 0          | 0          | 0          | 0          |
| 3          | (중)       | 야나기타 유키     | 4          | 1          | 0          | 0          | 0          | 0          | 1          | 1          |
| 4          | (좌)       | Y. 그라시알       | 4          | 2          | 2          | 0          | 0          | 0          | 0          | 0          |
|            | 우         | 우에바야시 세이지 | 0          | 0          | 0          | 0          | 0          | 0          | 0          | 0          |
| 5          | (우)좌     | 구리하라 료야     | 4          | 1          | 3          | 4          | 0          | 0          | 1          | 0          |
| 6          | (지)       | A. 데스파이네     | 4          | 0          | 1          | 0          | 0          | 0          | 0          | 1          |
| 7          | (유)三     | 마키하라 다이세이 | 4          | 0          | 1          | 0          | 0          | 0          | 0          | 1          |
| 8          | (三)       | 마쓰다 노부히로   | 4          | 0          | 0          | 0          | 0          | 0          | 0          | 1          |
|            | 유         | 가와세 히카루     | 0          | 0          | 0          | 0          | 0          | 0          | 0          | 0          |
| 9          | (포)       | 가이 다쿠야       | 4          | 0          | 0          | 0          | 0          | 0          | 1          | 0          |

| 요미우리 | 요미우리 | 요미우리            | 요미우리 | 요미우리 | 요미우리 | 요미우리 | 요미우리 | 요미우리 | 요미우리 | 요미우리 |
| 타 순    | 수 비    | 선 수               | 타 석    | 득 점    | 안 타    | 타 점    | 도 루    | 희 생 타 | 4 사 구  | 삼 진    |
| -------- | -------- | ------------------- | -------- | -------- | -------- | -------- | -------- | -------- | -------- | -------- |
| 1        | (二)     | 요시카와 나오키     | 3        | 0        | 0        | 0        | 0        | 0        | 0        | 0        |
|          | 타二     | 와카바야시 아키히로 | 1        | 0        | 0        | 0        | 0        | 0        | 1        | 0        |
| 2        | (우)     | 마쓰바라 세이야     | 3        | 0        | 0        | 0        | 0        | 0        | 1        | 0        |
|          | 타우     | 이시카와 신고       | 1        | 0        | 0        | 0        | 0        | 0        | 0        | 1        |
| 3        | (유)     | 사카모토 하야토     | 4        | 0        | 1        | 0        | 0        | 0        | 1        | 2        |
| 4        | (三)     | 오카모토 가즈마     | 4        | 1        | 0        | 0        | 0        | 0        | 2        | 0        |
| 5        | (중)     | 마루 요시히로       | 4        | 0        | 1        | 0        | 0        | 0        | 0        | 1        |
| 6        | (지)     | 가메이 요시유키     | 4        | 0        | 0        | 0        | 0        | 0        | 0        | 1        |
| 7        | (一)     | 나카지마 히로유키   | 4        | 0        | 0        | 0        | 0        | 0        | 1        | 2        |
| 8        | (좌)     | Z. 휠러             | 4        | 0        | 1        | 1        | 0        | 0        | 0        | 2        |
| 9        | (포)     | 오시로 다쿠미       | 3        | 0        | 1        | 0        | 0        | 0        | 0        | 1        |
|          | 포       | 기시다 유키노리     | 0        | 0        | 0        | 0        | 0        | 0        | 0        | 0        |
|          | 타       | 다나카 슌타         | 1        | 0        | 0        | 0        | 0        | 0        | 0        | 0        |

#### 투수
| 소프트뱅크 | 소프트뱅크  | 소프트뱅크 | 소프트뱅크 | 소프트뱅크 | 소프트뱅크 | 소프트뱅크 | 소프트뱅크 | 소프트뱅크 | 소프트뱅크 | 소프트뱅크 |
| 선 수      | 선 수       | 타 자      | 이 닝      | 피 안 타   | 피 홈 런   | 볼 넷      | 몸 맞      | 탈 삼 진   | 실 점      | 자 책 점   |
| ---------- | ----------- | ---------- | ---------- | ---------- | ---------- | ---------- | ---------- | ---------- | ---------- | ---------- |
| 승         | 센가 고다이 | 26         | 7.0        | 3          | 0          | 3          | 0          | 6          | 0          | 0          |
|            | L. 모이넬로 | 4          | 1.0        | 0          | 0          | 1          | 0          | 3          | 0          | 0          |
|            | 모리 유이토 | 6          | 1.0        | 1          | 0          | 1          | 1          | 1          | 1          | 1          |

| 요미우리 | 요미우리        | 요미우리 | 요미우리 | 요미우리 | 요미우리 | 요미우리 | 요미우리 | 요미우리 | 요미우리 | 요미우리 |
| 선 수    | 선 수           | 타 자    | 이 닝    | 피 안 타 | 피 홈 런 | 볼 넷    | 몸 맞    | 탈 삼 진 | 실 점    | 자 책 점 |
| -------- | --------------- | -------- | -------- | -------- | -------- | -------- | -------- | -------- | -------- | -------- |
| 패       | 스가노 도모유키 | 24       | 6.0      | 6        | 1        | 0        | 1        | 4        | 4        | 4        |
|          | 도고 쇼세이     | 3        | 1.0      | 0        | 0        | 1        | 0        | 1        | 0        | 0        |
|          | 다카하시 유키   | 6        | 1.0      | 1        | 0        | 2        | 0        | 0        | 1        | 1        |
|          | T. 비에이라     | 4        | 1.0      | 1        | 0        | 0        | 0        | 1        | 0        | 0        |

### 2차전
- 11월 22일 - 교세라 돔 오사카

| 팀 | 1 | 2 | 3 | 4 | 5 | 6 | 7 | 8 | 9 | R  | H  | E |
| 소프트뱅크 | 3 | 1 | 2 | 0 | 1 | 0 | 4 | 0 | 2 | 13 | 15 | 0 |
| 요미우리 | 0 | 0 | 0 | 0 | 2 | 0 | 0 | 0 | 0 | 2  | 5  | 2 |
| 승리 투수: 이시카와 슈타(1-0) 패전 투수: 이마무라 노부타카(0-1) 홈런: 소프트뱅크 – 가이 다쿠야(2회 1점), 유리스벨 그라시알(3회 2점), 알프레도 데스파이네(7회 만루) 요미우리 – 젤러스 휠러(5회 2점) |   |   |   |   |   |   |   |   |   |    |    |   |

#### 타순
| 소프트뱅크 | 소프트뱅크 | 소프트뱅크        | 소프트뱅크 | 소프트뱅크 | 소프트뱅크 | 소프트뱅크 | 소프트뱅크 | 소프트뱅크 | 소프트뱅크 | 소프트뱅크 |
| 타 순      | 수 비      | 선 수             | 타 석      | 득 점      | 안 타      | 타 점      | 도 루      | 희 생 타   | 4 사 구    | 삼 진      |
| ---------- | ---------- | ----------------- | ---------- | ---------- | ---------- | ---------- | ---------- | ---------- | ---------- | ---------- |
| 1          | (유)二     | 슈토 우쿄         | 6          | 0          | 0          | 0          | 0          | 0          | 0          | 2          |
| 2          | (二)       | 가와시마 게이조   | 3          | 1          | 0          | 0          | 0          | 0          | 1          | 1          |
|            | 타二三     | 마키하라 다이세이 | 3          | 1          | 1          | 0          | 0          | 0          | 0          | 0          |
| 3          | (중)       | 야나기타 유키     | 4          | 3          | 2          | 1          | 0          | 0          | 1          | 0          |
|            | 一         | 아카시 겐지       | 1          | 0          | 0          | 0          | 0          | 0          | 0          | 0          |
| 4          | (좌)       | Y. 그라시알       | 4          | 3          | 2          | 2          | 0          | 0          | 1          | 0          |
|            | 우         | 우에바야시 세이지 | 1          | 0          | 0          | 0          | 0          | 0          | 0          | 0          |
| 5          | (우)좌     | 구리하라 료야     | 5          | 2          | 4          | 0          | 0          | 0          | 0          | 1          |
| 6          | (지)       | A. 데스파이네     | 4          | 1          | 1          | 6          | 0          | 0          | 0          | 0          |
|            | 타지       | 하세가와 유야     | 1          | 0          | 0          | 0          | 0          | 0          | 0          | 1          |
| 7          | (一)       | 나카무라 아키라   | 4          | 0          | 1          | 0          | 0          | 0          | 0          | 1          |
|            | 주중       | 마사고 유스케     | 1          | 1          | 1          | 0          | 0          | 0          | 0          | 0          |
| 8          | (三)       | 마쓰다 노부히로   | 4          | 0          | 1          | 0          | 0          | 0          | 0          | 1          |
|            | 타유       | 가와세 히카루     | 1          | 0          | 1          | 0          | 0          | 0          | 0          | 0          |
| 9          | (포)       | 가이 다쿠야       | 5          | 1          | 1          | 1          | 0          | 0          | 1          | 0          |

| 요미우리 | 요미우리 | 요미우리          | 요미우리 | 요미우리 | 요미우리 | 요미우리 | 요미우리 | 요미우리 | 요미우리 | 요미우리 |
| 타 순    | 수 비    | 선 수             | 타 석    | 득 점    | 안 타    | 타 점    | 도 루    | 희 생 타 | 4 사 구  | 삼 진    |
| -------- | -------- | ----------------- | -------- | -------- | -------- | -------- | -------- | -------- | -------- | -------- |
| 1        | (二)     | 요시카와 나오키   | 4        | 0        | 1        | 0        | 0        | 0        | 0        | 1        |
| 2        | (우)     | 마쓰바라 세이야   | 4        | 0        | 0        | 0        | 0        | 0        | 0        | 2        |
| 3        | (유)     | 사카모토 하야토   | 4        | 0        | 1        | 0        | 0        | 0        | 1        | 1        |
| 4        | (三)     | 오카모토 가즈마   | 4        | 0        | 1        | 0        | 0        | 0        | 0        | 2        |
| 5        | (중)     | 마루 요시히로     | 4        | 0        | 0        | 0        | 0        | 0        | 0        | 1        |
| 6        | (지)     | 가메이 요시유키   | 2        | 0        | 0        | 0        | 0        | 0        | 0        | 0        |
|          | 타지     | 이시카와 신고     | 0        | 0        | 0        | 0        | 0        | 0        | 0        | 0        |
|          | 타지     | 다나카 슌타       | 2        | 0        | 1        | 0        | 0        | 0        | 1        | 0        |
| 7        | (一)     | 나카지마 히로유키 | 4        | 1        | 0        | 0        | 0        | 0        | 2        | 1        |
| 8        | (좌)     | Z. 휠러           | 4        | 1        | 1        | 2        | 0        | 0        | 0        | 1        |
| 9        | (포)     | 오시로 다쿠미     | 3        | 0        | 0        | 0        | 0        | 0        | 0        | 2        |
|          | 포       | 스미타니 긴지로   | 0        | 0        | 0        | 0        | 0        | 0        | 0        | 0        |

#### 투수
| 소프트뱅크 | 소프트뱅크      | 소프트뱅크 | 소프트뱅크 | 소프트뱅크 | 소프트뱅크 | 소프트뱅크 | 소프트뱅크 | 소프트뱅크 | 소프트뱅크 | 소프트뱅크 |
| 선 수      | 선 수           | 타 자      | 이 닝      | 피 안 타   | 피 홈 런   | 볼 넷      | 몸 맞      | 탈 삼 진   | 실 점      | 자 책 점   |
| ---------- | --------------- | ---------- | ---------- | ---------- | ---------- | ---------- | ---------- | ---------- | ---------- | ---------- |
| 승         | 이시카와 슈타   | 22         | 5.1        | 4          | 1          | 1          | 1          | 7          | 2          | 2          |
|            | 가야마 신야     | 1          | 0.1        | 0          | 0          | 0          | 0          | 1          | 0          | 0          |
|            | 다카하시 레이   | 2          | 0.1        | 0          | 0          | 1          | 0          | 1          | 0          | 0          |
|            | 이와사키 쇼     | 3          | 1.0        | 0          | 0          | 0          | 0          | 1          | 0          | 0          |
|            | 스기야마 가즈키 | 4          | 1.0        | 0          | 0          | 1          | 0          | 1          | 0          | 0          |
|            | 시이노 아라타   | 3          | 1.0        | 1          | 0          | 0          | 0          | 0          | 0          | 0          |

| 요미우리 | 요미우리          | 요미우리 | 요미우리 | 요미우리 | 요미우리 | 요미우리 | 요미우리 | 요미우리 | 요미우리 | 요미우리 |
| 선 수    | 선 수             | 타 자    | 이 닝    | 피 안 타 | 피 홈 런 | 볼 넷    | 몸 맞    | 탈 삼 진 | 실 점    | 자 책 점 |
| -------- | ----------------- | -------- | -------- | -------- | -------- | -------- | -------- | -------- | -------- | -------- |
| 패       | 이마무라 노부타카 | 10       | 1.2      | 4        | 1        | 1        | 0        | 1        | 4        | 3        |
|          | 도고 쇼세이       | 10       | 2.1      | 2        | 1        | 1        | 0        | 3        | 2        | 2        |
|          | 다구치 가즈토     | 8        | 2.0      | 1        | 0        | 1        | 0        | 1        | 1        | 1        |
|          | 가기야 요헤이     | 5        | 0.1      | 3        | 1        | 1        | 0        | 0        | 4        | 4        |
|          | 오에 류세이       | 4        | 0.2      | 2        | 0        | 0        | 0        | 1        | 0        | 0        |
|          | 다카나시 유헤이   | 3        | 1.0      | 0        | 0        | 0        | 0        | 0        | 0        | 0        |
|          | 오타케 간         | 7        | 1.0      | 3        | 0        | 0        | 0        | 1        | 2        | 0        |

### 3차전
- 11월 24일 - 후쿠오카 PayPay 돔

| 팀                                                                                              | 1 | 2 | 3 | 4 | 5 | 6 | 7 | 8 | 9 | R | H | E |
| 요미우리                                                                                        | 0 | 0 | 0 | 0 | 0 | 0 | 0 | 0 | 0 | 0 | 1 | 1 |
| 소프트뱅크                                                                                      | 0 | 0 | 2 | 0 | 0 | 0 | 2 | 0 | X | 4 | 8 | 2 |
| 승리 투수: 맷 무어(1-0) 패전 투수: 앙헬 산체스(0-1) 홈런: 소프트뱅크 – 나카무라 아키라(3회 2점) |   |   |   |   |   |   |   |   |   |   |   |   |

#### 타순
| 요미우리 | 요미우리 | 요미우리            | 요미우리 | 요미우리 | 요미우리 | 요미우리 | 요미우리 | 요미우리 | 요미우리 | 요미우리 |
| 타 순    | 수 비    | 선 수               | 타 석    | 득 점    | 안 타    | 타 점    | 도 루    | 희 생 타 | 4 사 구  | 삼 진    |
| -------- | -------- | ------------------- | -------- | -------- | -------- | -------- | -------- | -------- | -------- | -------- |
| 1        | (二)     | 요시카와 나오키     | 3        | 0        | 0        | 0        | 0        | 0        | 0        | 0        |
|          | 타二     | 다나카 슌타         | 1        | 0        | 0        | 0        | 0        | 0        | 0        | 1        |
| 2        | (우)     | 마쓰바라 세이야     | 3        | 0        | 0        | 0        | 0        | 0        | 0        | 1        |
|          | 타우     | 시게노부 신노스케   | 1        | 0        | 0        | 0        | 0        | 0        | 0        | 1        |
| 3        | (유)     | 사카모토 하야토     | 4        | 0        | 0        | 0        | 0        | 0        | 0        | 2        |
| 4        | (三)     | 오카모토 가즈마     | 4        | 0        | 0        | 0        | 0        | 0        | 0        | 1        |
| 5        | (중)     | 마루 요시히로       | 4        | 0        | 1        | 0        | 0        | 0        | 1        | 0        |
| 6        | (지)     | Z. 휠러             | 4        | 0        | 0        | 0        | 0        | 0        | 1        | 0        |
| 7        | (좌)     | 가메이 요시유키     | 2        | 0        | 0        | 0        | 0        | 0        | 0        | 0        |
|          | 타좌     | 와카바야시 아키히로 | 1        | 0        | 0        | 0        | 0        | 0        | 0        | 1        |
| 8        | (一)     | 나카지마 히로유키   | 3        | 0        | 0        | 0        | 0        | 0        | 1        | 0        |
| 9        | (포)     | 오시로 다쿠미       | 2        | 0        | 0        | 0        | 0        | 0        | 0        | 1        |
|          | 타포     | 기시다 유키노리     | 1        | 0        | 0        | 0        | 0        | 0        | 1        | 0        |

| 소프트뱅크 | 소프트뱅크 | 소프트뱅크        | 소프트뱅크 | 소프트뱅크 | 소프트뱅크 | 소프트뱅크 | 소프트뱅크 | 소프트뱅크 | 소프트뱅크 | 소프트뱅크 |
| 타 순      | 수 비      | 선 수             | 타 석      | 득 점      | 안 타      | 타 점      | 도 루      | 희 생 타   | 4 사 구    | 삼 진      |
| ---------- | ---------- | ----------------- | ---------- | ---------- | ---------- | ---------- | ---------- | ---------- | ---------- | ---------- |
| 1          | (二)       | 슈토 우쿄         | 4          | 2          | 1          | 0          | 0          | 0          | 1          | 0          |
| 2          | (一)       | 나카무라 아키라   | 4          | 1          | 2          | 3          | 0          | 0          | 1          | 0          |
| 3          | (중)       | 야나기타 유키     | 4          | 0          | 2          | 0          | 0          | 0          | 0          | 1          |
| 4          | (좌)       | Y. 그라시알       | 4          | 0          | 1          | 1          | 0          | 0          | 0          | 1          |
|            | 주우       | 우에바야시 세이지 | 0          | 0          | 0          | 0          | 0          | 0          | 0          | 0          |
| 5          | (우)좌     | 구리하라 료야     | 4          | 0          | 0          | 0          | 0          | 0          | 1          | 1          |
| 6          | (지)       | A. 데스파이네     | 4          | 0          | 0          | 0          | 0          | 0          | 0          | 1          |
| 7          | (유)       | 마키하라 다이세이 | 2          | 0          | 0          | 0          | 0          | 0          | 0          | 1          |
|            | 타         | 하세가와 유야     | 1          | 0          | 0          | 0          | 0          | 0          | 0          | 0          |
|            | 유         | 가와세 히카루     | 1          | 0          | 0          | 0          | 0          | 0          | 0          | 0          |
| 8          | (三)       | 마쓰다 노부히로   | 4          | 1          | 1          | 0          | 0          | 0          | 0          | 2          |
| 9          | (포)       | 가이 다쿠야       | 3          | 0          | 1          | 0          | 0          | 1          | 0          | 1          |

#### 투수
| 요미우리 | 요미우리        | 요미우리 | 요미우리 | 요미우리 | 요미우리 | 요미우리 | 요미우리 | 요미우리 | 요미우리 | 요미우리 |
| 선 수    | 선 수           | 타 자    | 이 닝    | 피 안 타 | 피 홈 런 | 볼 넷    | 몸 맞    | 탈 삼 진 | 실 점    | 자 책 점 |
| -------- | --------------- | -------- | -------- | -------- | -------- | -------- | -------- | -------- | -------- | -------- |
| 패       | A. 산체스       | 27       | 6.1      | 6        | 1        | 2        | 0        | 7        | 3        | 3        |
|          | 다카나시 유헤이 | 3        | 0.1      | 1        | 0        | 0        | 1        | 1        | 1        | 1        |
|          | 오타케 간       | 1        | 0.0      | 1        | 0        | 0        | 0        | 0        | 0        | 0        |
|          | 나카가와 고타   | 1        | 0.1      | 0        | 0        | 0        | 0        | 0        | 0        | 0        |
|          | R. 데 라 로사   | 3        | 1.0      | 0        | 0        | 0        | 0        | 0        | 0        | 0        |

| 소프트뱅크 | 소프트뱅크  | 소프트뱅크 | 소프트뱅크 | 소프트뱅크 | 소프트뱅크 | 소프트뱅크 | 소프트뱅크 | 소프트뱅크 | 소프트뱅크 | 소프트뱅크 |
| 선 수      | 선 수       | 타 자      | 이 닝      | 피 안 타   | 피 홈 런   | 볼 넷      | 몸 맞      | 탈 삼 진   | 실 점      | 자 책 점   |
| ---------- | ----------- | ---------- | ---------- | ---------- | ---------- | ---------- | ---------- | ---------- | ---------- | ---------- |
| 승         | M. 무어     | 24         | 7.0        | 0          | 0          | 2          | 0          | 5          | 0          | 0          |
|            | L. 모이넬로 | 5          | 1.0        | 0          | 0          | 1          | 1          | 3          | 0          | 0          |
|            | 모리 유이토 | 4          | 1.0        | 1          | 0          | 0          | 0          | 0          | 0          | 0          |

### 4차전
- 11월 25일 - 후쿠오카 PayPay 돔

| 팀 | 1 | 2 | 3 | 4 | 5 | 6 | 7 | 8 | 9 | R | H | E |
| 요미우리 | 1 | 0 | 0 | 0 | 0 | 0 | 0 | 0 | 0 | 1 | 6 | 0 |
| 소프트뱅크 | 2 | 2 | 0 | 0 | 0 | 0 | 0 | 0 | X | 4 | 5 | 0 |
| 승리 투수: 마쓰모토 유키(1-0) 패전 투수: 하타케 세이슈(0-1) 세이브: 모리 유이토(1S) 홈런: 소프트뱅크 – 야나기타 유키(1회 2점) , 가이 다쿠야(2회 2점) |   |   |   |   |   |   |   |   |   |   |   |   |

#### 타순
| 요미우리 | 요미우리 | 요미우리            | 요미우리 | 요미우리 | 요미우리 | 요미우리 | 요미우리 | 요미우리 | 요미우리 | 요미우리 |
| 타 순    | 수 비    | 선 수               | 타 석    | 득 점    | 안 타    | 타 점    | 도 루    | 희 생 타 | 4 사 구  | 삼 진    |
| -------- | -------- | ------------------- | -------- | -------- | -------- | -------- | -------- | -------- | -------- | -------- |
| 1        | (우)     | 와카바야시 아키히로 | 4        | 1        | 2        | 0        | 0        | 0        | 0        | 1        |
| 2        | (유)     | 사카모토 하야토     | 4        | 0        | 1        | 1        | 0        | 0        | 0        | 2        |
| 3        | (중)     | 마루 요시히로       | 4        | 0        | 0        | 0        | 0        | 0        | 0        | 0        |
| 4        | (三)     | 오카모토 가즈마     | 4        | 0        | 0        | 0        | 0        | 0        | 1        | 2        |
|          | 주       | 요시카와 나오키     | 0        | 0        | 0        | 0        | 0        | 0        | 0        | 0        |
| 5        | (지)     | Z. 휠러             | 4        | 0        | 0        | 0        | 0        | 0        | 1        | 2        |
| 6        | (一)     | 나카지마 히로유키   | 4        | 0        | 2        | 0        | 0        | 0        | 0        | 2        |
|          | 주       | 마쓰바라 세이야     | 0        | 0        | 0        | 0        | 0        | 0        | 0        | 0        |
| 7        | (二)     | 다나카 슌타         | 4        | 0        | 1        | 0        | 0        | 0        | 0        | 1        |
| 8        | (포)     | 기시다 유키노리     | 2        | 0        | 0        | 0        | 0        | 1        | 0        | 1        |
|          | 타좌     | 시게노부 신노스케   | 1        | 0        | 0        | 0        | 0        | 0        | 0        | 1        |
|          | 타       | 가메이 요시유키     | 1        | 0        | 0        | 0        | 0        | 0        | 0        | 0        |
| 9        | (좌)     | 마스다 다이키       | 2        | 0        | 0        | 0        | 0        | 0        | 0        | 0        |
|          | 타포     | 오시로 다쿠미       | 1        | 0        | 0        | 0        | 0        | 0        | 0        | 0        |

| 소프트뱅크 | 소프트뱅크 | 소프트뱅크        | 소프트뱅크 | 소프트뱅크 | 소프트뱅크 | 소프트뱅크 | 소프트뱅크 | 소프트뱅크 | 소프트뱅크 | 소프트뱅크 |
| 타 순      | 수 비      | 선 수             | 타 석      | 득 점      | 안 타      | 타 점      | 도 루      | 희 생 타   | 4 사 구    | 삼 진      |
| ---------- | ---------- | ----------------- | ---------- | ---------- | ---------- | ---------- | ---------- | ---------- | ---------- | ---------- |
| 1          | (二)       | 슈토 우쿄         | 4          | 0          | 0          | 0          | 0          | 0          | 1          | 1          |
| 2          | (一)       | 나카무라 아키라   | 4          | 1          | 1          | 0          | 0          | 0          | 0          | 1          |
| 3          | (중)       | 야나기타 유키     | 4          | 1          | 2          | 2          | 0          | 0          | 0          | 1          |
| 4          | (좌)       | Y. 그라시알       | 4          | 0          | 0          | 0          | 0          | 0          | 1          | 0          |
|            | 우         | 우에바야시 세이지 | 0          | 0          | 0          | 0          | 0          | 0          | 0          | 0          |
| 5          | (우)좌     | 구리하라 료야     | 4          | 0          | 0          | 0          | 0          | 0          | 1          | 2          |
| 6          | (지)       | A. 데스파이네     | 3          | 0          | 0          | 0          | 0          | 0          | 1          | 1          |
| 7          | (유)三     | 마키하라 다이세이 | 3          | 1          | 1          | 0          | 0          | 0          | 0          | 1          |
| 8          | (三)       | 마쓰다 노부히로   | 3          | 0          | 0          | 0          | 0          | 0          | 0          | 2          |
|            | 유         | 가와세 히카루     | 0          | 0          | 0          | 0          | 0          | 0          | 0          | 0          |
| 9          | (포)       | 가이 다쿠야       | 3          | 1          | 1          | 2          | 0          | 0          | 0          | 1          |

#### 투수
| 요미우리 | 요미우리      | 요미우리 | 요미우리 | 요미우리 | 요미우리 | 요미우리 | 요미우리 | 요미우리 | 요미우리 | 요미우리 |
| 선 수    | 선 수         | 타 자    | 이 닝    | 피 안 타 | 피 홈 런 | 볼 넷    | 몸 맞    | 탈 삼 진 | 실 점    | 자 책 점 |
| -------- | ------------- | -------- | -------- | -------- | -------- | -------- | -------- | -------- | -------- | -------- |
| 패       | 하타케 세이슈 | 9        | 1.2      | 4        | 2        | 0        | 0        | 3        | 4        | 4        |
|          | 오에 류세이   | 5        | 1.0      | 0        | 0        | 1        | 1        | 0        | 0        | 0        |
|          | 도고 쇼세이   | 8        | 2.1      | 0        | 0        | 1        | 0        | 4        | 0        | 0        |
|          | T. 비에이라   | 6        | 1.2      | 0        | 0        | 0        | 1        | 2        | 0        | 0        |
|          | 나카가와 고타 | 4        | 1.1      | 1        | 0        | 0        | 0        | 1        | 0        | 0        |

| 소프트뱅크 | 소프트뱅크    | 소프트뱅크 | 소프트뱅크 | 소프트뱅크 | 소프트뱅크 | 소프트뱅크 | 소프트뱅크 | 소프트뱅크 | 소프트뱅크 | 소프트뱅크 |
| 선 수      | 선 수         | 타 자      | 이 닝      | 피 안 타   | 피 홈 런   | 볼 넷      | 몸 맞      | 탈 삼 진   | 실 점      | 자 책 점   |
| ---------- | ------------- | ---------- | ---------- | ---------- | ---------- | ---------- | ---------- | ---------- | ---------- | ---------- |
|            | 와다 쓰요시   | 10         | 2.0        | 3          | 0          | 1          | 0          | 2          | 1          | 1          |
| 승         | 마쓰모토 유키 | 10         | 2.2        | 2          | 0          | 0          | 0          | 4          | 0          | 0          |
| H          | 가야마 신야   | 1          | 0.1        | 0          | 0          | 0          | 0          | 0          | 0          | 0          |
| H          | 다카하시 레이 | 3          | 1.0        | 0          | 0          | 0          | 0          | 2          | 0          | 0          |
| H          | 이와사키 쇼   | 3          | 1.0        | 0          | 0          | 0          | 0          | 1          | 0          | 0          |
| H          | L. 모이넬로   | 3          | 1.0        | 0          | 0          | 0          | 0          | 2          | 0          | 0          |
| S          | 모리 유이토   | 5          | 1.0        | 1          | 0          | 1          | 0          | 1          | 0          | 0          |

## 수상 선수
MVP
- 구리하라 료야(소프트뱅크)

1차전에서 선제 2점 홈런을 비롯해 3안타 4타점, 2차전에서는 일본 시리즈 사상 최다 기록과 함께 한 경기에서 4안타를 때려내는 활약을 보였다. 3차전 이후에는 2개의 4사구에 의한 출루만으로 무안타에 그쳤지만 14타수 7안타에 통산 타율 0.500을 기록하여 팀 우승에 기여하는 역할을 했다.
감투상
- 도고 쇼세이(요미우리)

우수 선수상
- 맷 무어, 나카무라 아키라, 야나기타 유키(이상 소프트뱅크)

## 어록
아주 편한 시간을 보냈습니다. 부상자들도 상당히 회복되면서 전력은 갖추었습니다. 팀 자체는 작년보다 진화하고 있습니다. 여러 의미로 준비가 돼있다고 생각합니다. (호크스는) 퍼시픽 리그 챔피언 구단입니다. 상대를 보는 것도 중요하지만 우리들 야구가 잘 돼있는지가 중요하다고 봅니다.— 하라 다쓰노리(요미우리 감독), 일본 시리즈 개막을 하루 앞둔 기자회견에서

너무 설레고 약간은 긴장도 하고 있었습니다. 여기까지 오는데 많은 분들의 도움을 받았습니다. 그런 모든 분들을 위해서라도 멋진 일본 시리즈를 임하고 싶다는 생각입니다. 그리고 4년 연속으로 일본 시리즈 우승을 하여 멋진 결과를 보일 수 잇도록 열심히 노력하겠습니다.— 구도 기미야스(소프트뱅크 감독), 일본 시리즈 개막을 하루 앞둔 기자회견에서

할 만큼은 했어요. (1차전은)저 외에는 없잖습니까. 내 할 일을 제대로 할 뿐입니다. 최소 실점으로 이닝을 오래 끌고 가는 걸 목표로 던지겠습니다.— 스가노 도모유키(요미우리), 일본 시리즈 1차전 선발로 낙점된 것에 대해

(스가노와의 투수전이)즐거움이라기보다는 팀이 이기는 것이 최우선입니다. 실제로 스가노 투수와 대전하는게 아니라서 팀이 이길 수 있도록 상대 타선을 제대로 억눌러 언제나처럼 하고 싶다는 생각입니다.— 센가 고다이(소프트뱅크), 일본 시리즈 1차전 선발로 낙점된 것에 대해

엄청 긴장했습니다. 퍼스트 스트라이크부터 과감하게 타격하리라 마음먹었고 팀도 선제할 수 있어서 그나마 다행이었습니다.— 구리하라 료야(소프트뱅크), 1차전에서 선제 우월 2점 홈런을 때려냈을 때

첫회부터 제대로 점수를 얻은 게 컸다. 모두가 함께 할 수 있는 야구를 한 게 결국은 승리로 이어졌다고 생각한다.— 구도 기미야스(소프트뱅크 감독), 2차전 종료 후 승리 감독 인터뷰에서

추격을 당하고 있었기에 어떻게 해서든지 낮은 공에 배트를 휘두르지 않으려고 참으면서 마지막 순간에 밋밋한 공이 들어왔다. 배트에 맞아 손에 전해지는 느낌이 좋았다.— 나카무라 아키라(소프트뱅크) 3차전에서 선제 2점 홈런을 때려냈을 때

솔직히 말해 한숨 놨네요. 그와 동시에 너무 기쁘고 또 기쁩니다. 연고지 후쿠오카에서 일본 시리즈 정상에 오를 수 있어서 최고입니다.— 구도 기미야스(소프트뱅크 감독), 우승 감독 인터뷰에서

## 기록
- 출처:

신기록
- 일본 시리즈 최소 입장자 : 69,798명 ※역대 최소
- 일본 시리즈 최다 몸에 맞는 볼 : 3개 - 나카지마 히로유키(요미우리) ※1991년 다쓰카와 미쓰오(7경기)와 나란히 최다 타이 기록, 4경기제에 의한 횟수 및 3경기 연속은 신기록
- 일본 시리즈 최다 척살(포수) : 42개 - 가이 다쿠야(소프트뱅크)
- 일본 시리즈 최다 실책(2루수) : 2개 - 요시카와 나오키(요미우리)
  - 경기 최다 실책(2루수) : 1개(2차전, 3차전)는 타이 기록 ※과거 다수
- 이하 소프트뱅크
  - 최다 연속 승리 : 12승
  - 최다 연고지 연속 승리 : 16승
  - 4전 전승 우승 : 3 ※역대 최다
    - ※2년 연속 4전 전승 우승은 사상 최초

- 이하 요미우리
  - 일본 시리즈 최저 타율 : 0.132 ※4경기로 진행된 2019년 일본 시리즈에서 요미우리가 기록한 최저 타율 0.176 뿐만 아니라 5경기로 진행된 2007년 일본 시리즈에서 닛폰햄이 기록했던 0.147을 밑도는 사상 최저 기록
  - 일본 시리즈 최소 안타 : 16개 ※역대 최소
  - 일본 시리즈 최소 루타 : 21개 ※상동
  - 일본 시리즈 최소 병살 : 0개 ※상동
  - 일본 시리즈 최다 삼진 : 41개
  - 4전 전패 : 4 ※사상 최다
    - ※2년 연속 4전 전패는 사상 최초

타이 기록
- 통산 최다 홀드 : 7홀드 - 리반 모이넬로 ※역대 2번째
- 일본 시리즈 최다 희생 플라이 : 1개 ※과거 다수
  - 알프레도 데스파이네(소프트뱅크)
  - 젤러스 휠러(요미우리)
- 만루 홈런 - 알프레도 데스파이네(소프트뱅크) ※21명째, 21번째(구단 최초)
- 일본 시리즈 최다 삼진 : 7개 - 사카모토 하야토(요미우리) ※2번째
- 일본 시리즈 최다 세이브 : 1세이브 - 모리 유이토(소프트뱅크) ※3명째, 4번째, 2019년에 이어 자신의 2번째
- 일본 시리즈 최다 피홈런 : 2개 - 하타케 세이슈(요미우리) ※10명째, 10번째
- 일본 시리즈 최다 실책(투수) : 1개
  - 오타케 간(요미우리) ※5명째, 5번째
  - 맷 무어(소프트뱅크) ※6명째, 6번째
- 일본 시리즈 최다 보살(1루수) : 2개 - 나카지마 히로유키(요미우리) ※7명째, 7번째
- 일본 시리즈 최다 실책(유격수) : 1개 - 마키하라 다이세이(소프트뱅크) ※8번째
- 일본 시리즈 최다 무실점 경기 : 3경기 - 소프트뱅크 ※6팀, 7번째
- 한 경기 최다 타수 : 6타수 - 슈토 우쿄(소프트뱅크, 2차전) ※8명째, 8번째
- 한 경기 최다 안타 : 4개 - 구리하라 료야(소프트뱅크, 2차전) ※23명째, 27번째
- 한 경기 최다 타점 : 6타점 - 알프레도 데스파이네(소프트뱅크, 2차전) ※3명째
- 한 경기 최다 보크 : 1개 - 가기야 요헤이(요미우리, 2차전) ※15명째, 15번째
- 이닝 최다 탈삼진 : 3개 ※과거 다수
  - 리반 모이넬로(소프트뱅크) - 1차전 8회, 3차전 8회
  - 도고 쇼세이(요미우리) - 4차전 4회
- 이하 요미우리
  - 최다 연속 패전 : 9연패 ※2번째, 계속 경신중
  - 일본 시리즈 최소 득점 : 4득점 ※2번째
  - 일본 시리즈 최소 홀드 : 0홀드 ※4팀, 5번째
- 이하 양팀
  - 일본 시리즈 최소 완투 합계 : 0개 ※16번째
  - 일본 시리즈 최소 3루타 : 0개 ※과거 다수
  - 한 경기 투수 최다 출장 인원 합계 : 13명 - 2차전 ※요미우리: 7명·소프트뱅크: 6명, 3번째

## 시구식
- 2차전 : 스즈키 도루(장애인 육상 선수, SMBC 닛코 증권 소속)[23]
- 3차전 : 노리마쓰 세이야(휠체어 럭비 선수, SMBC 닛코 증권 소속)[24]
- 4차전 : 후쿠오카 겐키(럭비 선수, 사이타마 파나소닉 와일드 나이츠 소속)[25][주 17]

※1차전에는 시구식이 없었다. 5차전이 치러질 경우에는 NPB 주니어 토너먼트에 출전이 예정돼 있는 소프트뱅크 호크스 주니어팀의 소속 선수가 시구를 할 예정이었다.

## 주해
1. ↑  제1회 일본 시리즈였기 때문에 당초부터 11월 22일에 1차전을 설정했고 11월 28일인 6차전에서 종료됐다.
2. ↑  정규 시즌 개막이 3월 25일에서 4월 12일로 변경됨에 따라 일본 시리즈 개최 기간도 당초의 예정(10월 29일~최장 11월 6일)으로부터 11월 12일~11월 20일로 늦춰졌다.
3. ↑  레이와 원년(2019년) 일본 시리즈의 소프트뱅크는 정규 시즌 2위를 기록하면서도 2스테이지제의 클라이맥스 시리즈를 모두 승리한 끝에 출전했다.
4. ↑  과거에는 요미우리가 9회·소프트뱅크가 2회 우승했는데 소프트뱅크가 우승한 2회(1959년, 2019년)는 모두 4승 무패였다.
5. 1 2  이 기록은 소프트뱅크가 다음 해인 2021년 일본 시리즈에 진출하지 못했기 때문에 멈췄다.
6. ↑  이듬해에는 도쿄 야쿠르트 스왈로스가 일본 시리즈에서 우승했기 때문에 연패 기록도 여기서 멈췄다.
7. ↑  1957년 니시테쓰전 1무승부를 포함하여 4연패를 포함하면 5번째다.
8. ↑  하라 다쓰노리가 감독으로서 9연패를 당한 것은 일본 시리즈 단독 신기록이다.
9. ↑  참고로 2012년과 2017년에 J리그컵(르방컵, 구 나비스코컵), 2016년에 J1리그 제2 스테이지 우승이 일본 시리즈의 우승 결정과 같은 날이 된 사례가 있다.
10. ↑  이듬해 오릭스 버펄로스가 일본 시리즈에 진출했지만 6·7차전은 홈구장에서 열 수 없게 되자 또다시 대체 구장 조정이 불가피하게 됐다(자세한 내용은 2021년 일본 시리즈를 참조).
11. ↑  2020년에도 6월 30일·7월 1일의 대 히로시마전에서 사용할 예정이었지만 코로나 19 감염 확산에 의한 NPB 정규 시즌 개막의 연기·일정 재편성에 의해서 경기장을 도쿄 돔으로 변경했다.
12. ↑  당시 구장 이름은 본래 명칭인 ‘오사카 돔’이다.
13. ↑  긴테쓰의 홈구장이었던 닛폰 생명 구장은 수용 인원이 3만 명 미만이었고 후지이데라 구장은 야간 조명 시설이 없었던 탓에 일본 시리즈 개최 기준에 충족시키지 못했다.
14. ↑  오사카부의 구장에서의 일본 시리즈 개최는 오사카 구장 이외에 후지이데라 구장은 1차례(긴테쓰와 요미우리가 맞붙은 1989년), 교세라 돔 오사카에서는 2차례였다. 후쿠오카현의 경우 세이부의 전신인 니시테쓰 라이온스 시절의 연고지였던 헤이와다이 야구장은 5차례, (후쿠오카 돔→후쿠오카 야후오쿠! 돔 시절을 포함한)후쿠오카 PayPay 돔은 10차례였다.
15. ↑  첫 번째는 1953년의 난카이 대 요미우리 6차전(한신 고시엔 구장: 한신의 홈구장이며 일본 시리즈 직후에 미일 야구가 짜여지고 있던 관계로 이동일을 마련하지 않았던 것에 의한 조치), 두 번째는 1974년의 롯데 오리온스 대 주니치 드래건스 3·4·5차전(고라쿠엔 구장: 당시 요미우리와 닛폰햄의 홈구장이었으며 롯데가 홈구장을 잠정적으로 사용하고 있던 미야기 구장이 일본 시리즈 개최 기준을 충족시키지 않았던 것에 의한 조치)이다. 또한 프랜차이즈 제도 도입 이전인 1950년에는 한 경기마다 개최 구장을 변경했다(전체 6개 구장을 사용). 요미우리와 난카이는 일본 시리즈에서 최초로 맞붙은 1951년에는 센트럴 리그(요미우리)측의 홈 경기를 고라쿠엔 구장, 퍼시픽 리그(난카이)측 홈 경기를 오사카 구장에서만 개최했다.
16. ↑  일본 시리즈에서의 도입 자체가 처음이었지만 이듬해 1986년(히로시마와 세이부의 맞대결)에는 전체 경기에서 도입을 보류했다.
17. ↑  2019년에 미쓰이스미토모 은행 CM에 출연했다.

## 같이 보기
- 2020년 퍼시픽 리그 클라이맥스 시리즈